# 10172 Гамфріс
10172 Гамфріс (10172 Humphreys) — астероїд головного поясу, відкритий 31 березня 1995 року.
Тіссеранів параметр щодо Юпітера — 3,340.